# Bowler (Wisconsin)
Bowler è un villaggio degli Stati Uniti d'America, situato in Wisconsin, nella contea di Shawano.